# Военно-воздушные силы Гондураса
Военно-воздушные силы Гондураса (исп. Fuerza Aérea Hondureña) — один из видов вооружённых сил Республики Гондурас.

## История
История военно-воздушных сил страны началась с создания в апреле 1931 года "Национальной школы авиации" (Escuela Nacional de Aviación), в 1938 году переименованной в "Школу военно-воздушных сил ВВС Гондураса" (Escuela Militar de Aviación y Fuerza Aérea Hondureña).
В декабре 1941 года правительство Гондураса объявило войну гитлеровской Германии, Италии и Японии, а также предоставило острова Суон в распоряжение США. После этого Гондурас получил по программе ленд-лиза пять учебно-тренировочных самолётов Fairchild PT-23, два авиадвигателя и иное военное имущество. Непосредственного участия в боевых действиях страна не принимала, но в 1942-1944 годы самолёты ВВС Гондураса выполняли патрулирование прибрежных вод с целью обнаружения подводных лодок. На островах Суон были построены объекты военной инфраструктуры (аэродром и радиостанция).
После окончания второй мировой войны ВВС Гондураса получили новые самолеты: пять истребителей Lockheed P-38 Lightning и пять истребителей-бомбардировщиков Bell P-63 Kingcobra.
После подписания в сентябре 1947 года в Рио-де-Жанейро Межамериканского договора о взаимной помощи, в течение десяти следующих лет США дополнительно передали ВВС Гондураса девятнадцать истребителей F4U Corsair, двенадцать учебно-тренировочных самолетов T-6 "Texan", а также несколько военно-транспортных самолетов C-47 "Skytrain".
В 1968 году в составе военно-воздушных сил Гондураса насчитывалось около 50 устаревших самолётов производства США (из них 20 боевых и транспортных, а остальные - учебно-тренировочные). 
В июле 1969 года ВВС Гондураса приняли участие в войне с Сальвадором. После окончания боевых действий, правительство приложило значительные усилия к обновлению и количественному увеличению авиапарка. В 1971 году ВВС Гондураса первыми среди стран Центральной Америки получили реактивные боевые самолёты - несколько F-86.
В 1975 году ВВС Гондураса насчитывали 1200 человек личного состава и 26 боевых самолётов, сведённых в три эскадрильи (две эскадрильи истребителей и одну эскадрилью транспортной авиации). В период с июля 1979 года по декабрь 1982 года вооружённые силы Гондураса получили от правительства США военную помощь в размере 40,1 млн. долларов, в результате увеличилось количество авиабаз (с 2 до 3), самолётов ВВС - с 80 до 117, вертолётов - с 7 до 21.
Для воздушного снабжения "контрас" на территории Никарагуа на острове Суон в Карибском море была организована секретная база со взлётно-посадочной полосой (охрану которой обеспечивали 45 военнослужащих армии Гондураса).
В июле 1982 года ВВС Гондураса насчитывали 20 самолётов "Супер Мистер" B.2, 10 истребителей-бомбардировщиков F-86E, 24 штурмовика T-28 и 23 вертолета UH-1, во второй половине 1982 года из США прибыли еще шесть штурмовиков A-37.
После подписания в декабре 1982 года соглашения с Израилем, в 1983 году были поставлены военно-транспортные самолёты IAI-201 "Arava".
9 мая 1984 года два вертолёта ВВС Гондураса совершили вторжение в воздушное пространство Никарагуа. В районе вулкана Косигуина один вертолёт UH-1 военно-воздушных сил Гондураса был сбит огнём из зенитно-пулемётной установки СНА.
22 августа 1984 года в ходе военных учений "Operation Lempira" в департаменте Эль-Параисо разбился вертолёт UH-1 ВВС Гондураса, были травмированы 2 военнослужащих.
14 августа 1986 года в департаменте Грасьяс-а-Дьос разбился транспортный самолёт C-130D ВВС Гондураса, погибли 52 человека (экипаж и находившиеся на борту пассажиры).
По состоянию на начало 1987 года, общая численность ВВС страны составляла 1,5 тыс. военнослужащих.
В конце 1988 года на замену устаревших истребителей Dassault Super Mystere B.2 из США начали поступать самолёты F-5, всего было получено 12 машин (десять F.5E и два двухместных F.5F).
По состоянию на 2010 год, общая численность личного состава ВВС составляла 2,3 тыс. военнослужащих. На вооружении имелось 47 самолётов (восемь F5, восемь A-37B, пять T-41B, девять EMB-312 "Тукано", два C-47, один C-130A, один L-188, два IAI-201 "Arava", два Cessna 182, четыре Cessna 185, один Cessna 401, два C-101CC, один PA-31 "Navajo", один PA-32T "Saratoga") и девять вертолётов (пять Bell 412SP, два Hughes 500 и два UH-1B).
В октябре 2014 года в состав военно-воздушных сил были включены два самолёта "Tucano" (купленные в Бразилии), а также 4 вертолёта UH-1H и пассажирский самолёт Embraer Legacy 600-145, подаренные правительством Тайваня.
16 августа 2017 года в Комаягуа разбился транспортный самолёт L-410UVP-E3 ВВС Гондураса.
11 июня 2019 года в ходе проведения операции против торговцев наркотиками в департаменте Грасиас-а-Диас разбился вертолёт UH-1H ВВС Гондураса (бортовой номер 951), перевозивший на борту группу спецназа. В авиакатастрофе пострадали десять человек (экипаж вертолёта из трёх человек и 7 солдат), которые были вывезены с места происшествия в столицу и госпитализированы.
14 июля 2020 года во время ночных тренировочных полётов в аэропорту Тегусигальпы разбился многоцелевой вертолёт Bell UH-1H (бортовой номер FAH-950) вертолётной эскадрильи ВВС Гондураса. Четверо членов экипажа получили ранения. Вертолёт ранее был передан Гондурасу в порядке помощи из состава армейской авиации Тайваня.

## Современное состояние
По состоянию на начало 2022 года, общая численность личного состава ВВС составляла 2,3 тыс. военнослужащих. На вооружении имелось 11 реактивных истребителей (девять F5 и два F-5F), шесть штурмовиков A-37B, 17 транспортных самолётов (один C-130A, один «Beech-200 King Air», два «Cessna-172», два Cessna-182, один «Cessna-185», три «Cessna-208B», один «Cessna-210», один EMB-135, один IAI-201, один PA-31 "Navajo", один PA-42 «Cheyenne», один «Турбо Коммандер-690» и один арендованный L-410); 16 учебных самолётов (девять EMB-312 "Тукано" и семь MX-7-180 Star Rocket); восемь многоцелевых вертолётов (пять Bell 412SP, один Bell-412EP и два Hughes 500) и семь транспортных вертолётов (шесть UH-1H и один H125).

## Боевой состав
| Обозначение формирования или части | Вооружение и оснащение | Место расположения |
| ---------------------------------- | ---------------------- | ------------------ |
|                                    |                        |                    |
|                                    |                        |                    |
|                                    |                        |                    |
|                                    |                        |                    |
|                                    |                        |                    |
|                                    |                        |                    |
|                                    |                        |                    |

## Опознавательные знаки

Знак на киль

## Знаки различия

### Генералы и офицеры
| Категории               | Генералы          | Генералы      | Генералы | Старшие офицеры | Старшие офицеры | Старшие офицеры | Младшие офицеры | Младшие офицеры   | Младшие офицеры |
| ----------------------- | ----------------- | ------------- | -------- | --------------- | --------------- | --------------- | --------------- | ----------------- | --------------- |
|                         | 30px              | 30px          | 30px     | 30px            | 30px            | 30px            | 30px            | 30px              | 30px            |
| Гондурасское звание     | '                 | '             | '        | '               | '               | '               | '               | '                 | '               |
| Российское соответствие | Генерал-лейтенант | Генерал-майор | нет      | Полковник       | Подполковник    | Майор           | Капитан         | Старший лейтенант | Лейтенант       |

### Сержанты и солдаты
| Категории               | Подофицеры        | Подофицеры | Подофицеры | Сержанты и старшины | Сержанты и старшины | Сержанты и старшины | Сержанты и старшины | Солдаты  | Солдаты |
| ----------------------- | ----------------- | ---------- | ---------- | ------------------- | ------------------- | ------------------- | ------------------- | -------- | ------- |
|                         | 30px              | 30px       | 30px       | 30px                | 30px                | 30px                | 30px                | 30px     | 30px    |
| Гондурасское звание     | '                 | '          | '          | '                   | '                   | '                   | '                   | '        | '       |
| Российское соответствие | Старший прапорщик | Прапорщик  | нет        | Старшина            | Старший сержант     | Сержант             | Младший сержант     | Ефрейтор | Рядовой |